# Tomáš Trč
Tomáš Trč (* 31. května 1955 Praha) je český lékař – ortoped a emeritní přednosta Kliniky dětské a dospělé ortopedie a traumatologie 2. LF UK a Fakultní nemocnice v Motole.

## Život
V roce 1981 absolvoval Fakultu všeobecného lékařství Univerzity Karlovy v Praze (získal titul MUDr.). V roce 1991 obhájil kandidátskou práci (získal titul CSc.) na téma náhrady kyčelního kloubu a o rok později se habilitoval (získal titul doc.) prací z oblasti dětské ortopedie (prodlužování kostí). Profesorem ortopedie byl jmenován v roce 2012.
Pracoval na I. ortopedické klinice ve Fakultní nemocnici Královské Vinohrady jako první asistent prof. Čecha, později byl zástupcem přednosty II. ortopedické kliniky 2. lékařské fakulty Univerzity Karlovy v Praze. V letech 1997 - 2021 byl přednostou Kliniky dětské a dospělé ortopedie a traumatologie 2. LF UK a Fakultní nemocnice v Motole. Operuje jak na klinice, tak v privátním sanatoriu v Mladé Boleslavi. Jako konzultant působí na řadě pracovišť v České republice.
V letech 2004 až 2006 se angažoval jako předseda České společnosti pro ortopedii a traumatologii. Publikuje řadu odborných vědeckých článků. V roce 2005 účinkoval v pořadu S Hurvínkem za lékařem.
Tomáš Trč je ženatý a má dva syny (Tomáš a Lukáš), jeho manželkou je operní pěvkyně a operetní herečka Pavla Břínková. Žije v Praze, v městské části Hodkovičky.

## Politické působení
Ve volbách do Senátu PČR v roce 2016 kandidoval jako nestraník za TOP 09 v obvodu č. 16 – Beroun. Jeho kandidaturu podporovalo také hnutí STAN. Se ziskem 14,46 % hlasů skončil na 4. místě a do druhého kola nepostoupil.